# Tuvalu na Letních olympijských hrách 2008
Tuvalu na svých prvních Letních olympijských hrách v roce 2008 v Pekingu reprezentovali 3 sportovci. Reprezentantům se nepodařilo vybojovat medaili.

## Reprezentanti

### Atletika
- Okilani Tinilau - běh na 100m
- Asenate Manoa - běh na 100m

### Vzpírání
- Logona Esau - muži do 69 kg